# 우당탕탕 아이쿠
우당탕탕 아이쿠는 마로 스튜디오가 제작한 대한민국의 교육 단편 3D 애니메이션이다. 2화에 4분씩 단편으로 구성되어 있다.

## 개발제작
《우당탕탕 아이쿠》는 2009년 10월에 발표되었으며, 프랑스 칸에서 열린 같은 해의 MIPJunior에서 라이선싱 시장을 대상으로 공개되었다.

## 등장인물
아이쿠
성우: 전태열
주인공. 지구에서 수천광년 떨어진 완두콩 별나라에서 사고를 치다 쫓겨나온 왕자. 쫓겨나와서도 사고를 치는 건 아주 일상이다. 엄청나게 촐싹대고 깐족대며 한시도 가만있지 못하는 말썽꾸러기. 자칭 꽃미남 왕자님이지만 실상은 통통한 2등신 인데다가 다혈질적인 성향도 조금 있다. 때문에 레미가 상당히 고생하지만 레미를 생각해주는 마음도 조금 갖고 있다. 작중 밝혀진 좋아하는 먹을 것은 아이스크림. 비비에게 못되게 굴거나 갑질을 할 때가 있지만 그래도 정이 있으며 중요한 상황에서는 태도가 바뀐다. 아마 아직 자기중심적이고 타인의 감정을 잘 이해하지 못하는 미취학 아동들을 대변하는 캐릭터인 것 같다.
비비
성우: 양정화
노란색 곰인형처럼 생긴 아이쿠의 수행원이자 비서이자 장난감이자 탈 것이자 만담콤비. 번번히 아이쿠에게 무시당하고 갑질당한다. 아이쿠를 항상 챙기고 돌봐주는 등 어른스러운 성격이지만, 어리광이 심하며 가끔은 아이쿠와 같이 사고를 치기도 한다. 건전지를 좋아하며, 이에 쉽게 매수당하는 모습이 자주 보인다. 왕자님보다 건전지가 우선 이래나 뭐래나. 하지만 이래 봬도 엄청난 첨단 로봇인데, 23577가지 기능을 갖고 있다. 여담으로 배터리가 자주 떨어지며 커지거나 작아지는 광선을 쏠수 있고 로봇 주제에 음식물을 먹는 연출이 가끔 나오기도 한다. 그리고 그 뒤에 사탕을 맛있게 먹는 기능 이 있다고 밝혀졌다. 여담으로 꼬리표에는 MARO STUDIO라고 적혀있다.
도레미
성우: 배정미
히스패닉 계열의 대학생. 아르바이트로 외계 왕자님을 안내하는 일을 하게 되어서 잘생긴 왕자님을 기대했건만 알고보니 완두콩 왕자였다는 걸 알고 좌절한다. 히스패닉계인데 불구하고 성씨는 '도'여서 풀네임은 도레미. 아마도 히스패닉과 한국계 혼혈이거나 히스패닉계 한국인인 듯 하다. 일단 운전면허증도 가지고 있고, 아이를 돌보는 능력도 상당한 걸로 봐서 대학생이지만 주부 레벨도 상당한 듯하다. 여담으로 여리여리해보이지만 대단한 괴력을 가지고 있다. 한 번은 후진하는 1톤 트럭을 두손으로 멈추게 한 적도 있다. 여담으로 평소에 입는 옷에 MARO 로고가 있는데 비비의 꼬리표와 같은 의미이다. 마로스튜디오 관련 이미지에 단발머리와 다소 파격적인 옷을 입은 레미가 등장하는 키비주얼과 동일한 자세를 한 이미지가 있다.
카르망 콩드
성우: 엄상현
완두콩 별에서 찾아온 악역 백작. 백작이라는 호칭을 붙여 주지 않으면 스스로 불러 달라고 태클을 걸어온다. 역시 아이쿠 왕자와 같이 곰인형 모양의 수행원이 있는데, 아이쿠와 달리 여러마리를 데리고 다닌다. 16호가 대표적이다. 여담으로 아이쿠에 대해서만 악한 마음을 갖고 있는지 현실에서는 꽃에 물을 주거나 분리수거를 하는 등 시민의식이 뛰어나다.